# Tradescantia hirsutiflora
Tradescantia hirsutiflora là một loài thực vật có hoa trong họ Commelinaceae. Loài này được Bush miêu tả khoa học đầu tiên năm 1902.